# Anolis garmani
Anolis garmani  (лат.) — вид ящериц из семейства Polychrotidae. Видовое латинское название дано в честь американского учёного Самуэля Гармана (1843—1927)
Общая длина достигает в среднем от 15 до 25 сантиметров, максимальная длина — 27 см. Самцы немного крупнее самок. Голова массивная. На шее и спине имеется развитый гребень с плоской, заострённой чешуёй. Конечности длинные и тонкие. Самцы окрашены от ярко-зелёного до коричневого цвета, с 9-10 поперечными светло-жёлтыми полосками. Горловой мешок лимонно-жёлтого цвета с оранжевыми продольными полосками. Самки окрашены в земляные тона, обычно имеют рисунок из ряда точек вместо полос. Мешок у самок маленький, тёмного цвета.
Любит лесистую местность. Большую часть времени проводит на деревьях, редко спускается на землю, предпочитая держаться на камнях, ветвях и других высоких местах. Питается насекомыми, иногда растительной пищей.
Яйцекладущая ящерица. Самка откладывает 2 яйца.
Один из самых спокойных видов анолисов, хорошо привыкает к условиям неволи.
Эндемик острова Ямайка, завезён во Флориду (США). Очень редко встречается на Каймановых островах.